# Batuhan Karadeniz
Batuhan Karadeniz (* 24. April 1991 in Beyoğlu, Istanbul) ist ein ehemaliger türkischer Fußballspieler.

## Karriere

### Verein
Der 1,95 m große Stürmer stieg im Sommer 2007 aus dem Jugendbereich in den Profikader von Beşiktaş auf. Sein Debüt in der Süper Lig gab er am 19. August 2007 in der Partie gegen Kasımpaşa Istanbul. Nur knapp eine Woche nach dieser Premiere erzielte er im Spiel gegen Gaziantepspor in der fünften Minute der Nachspielzeit sein erstes Tor auf Profiebene. Auch in der Qualifikation zur UEFA Champions League war er in der Saison 2007/08 zweimal im Einsatz.
Im Januar 2009 wurde er an erstmals Eskişehirspor ausgeliehen und kehrte am Ende der Saison 2008/09 zu Beşiktaş zurück. Die Saison 2009/10 verlief für Batuhan Karadeniz enttäuscht. Sein einziges Pflichtspiel in der Saison absolvierte der Spieler am 25. November 2009 im Spiel gegen Manchester United in der UEFA Champions League, in dem er in der 84. Spielminute für Bobô eingewechselt wurde. in der Süper Lig stand er nur zweimal ohne Einsatz im Kader.
Zu Beginn der Saison 2010/11 wechselte Batuhan erneut innerhalb der Süper Lig zu Eskişehirspor. Der Verein zahlte eine Ablösesumme von 2,1 Millionen Euro und verpflichtete ihn für drei Jahre. Zur Saison 2012/13 kehrte Karadeniz auf Leihbasis zurück zu Beşiktaş Istanbul.
Zu Beginn der Saison 2013/2014 wechselt Batuhan Karadeniz ablösefrei zu Trabzonspor. Wegen undisziplinierten Verhaltens suspendierte der Cheftrainer Mustafa Reşit Akçay Karadeniz zusammen mit dessen Teamkameraden Volkan Şen aus dem Mannschaftskader. Für die Rückrunde der Spielzeit 2013/4 verlieh Trabzonspor Karadeniz an den Ligarivalen Sanica Boru Elazığspor. Nachdem dieser Verein zum Saisonende 2013/14 den Klassenerhalt verfehlte und absteigen musste, wechselte Karadeniz im Sommer 2014 zu Sivasspor. Nachdem Karadeniz unter dem Cheftrainer Sergen Yalçın, einer ehemaligen Spielerlegende von Karadeniz’ früherem Verein Beşiktaş, zwischenzeitlich wieder überzeugende Leistungen zeigt und es sogar zurück in die türkische A-Nationalmannschaft schaffte, fiel er in seine alten Verhaltensmuster zurück. So zeigte er erneut Undiszipliniertheiten und mangelnden Einsatz und wurde als Folge im September 2015 aus dem Mannschaftskader suspendiert. Im Frühjahr 2016 wurde sein Vertrag nach gegenseitigem Einvernehmen aufgelöst und er freigestellt.
Nachdem er die Rückrunde der Saison 2015/16 beim Schweizer Verein FC St. Gallen aktiv gewesen war, kehrte er im Sommer 2016 in die Türkei zurück und unterschrieb beim Zweitligisten Şanlıurfaspor einen Zweijahresvertrag. Aber schon zur Saison 2017/18 wechselte er zu Sakaryaspor in die 2. Lig Beyaz (3. Liga). Zu Beginn der Saison 2018/19 kehrte Batuhan Karadeniz in die zweite türkische Liga zurück und lief für Adana Demirspor auf. Doch schon im November 2018 wurde er auch hier suspendiert. Im Januar 2019 unterschrieb er dann beim Drittligisten Bandırmaspor, wo er bis Dezember 2019 regelmäßig spielte. Im Januar 2020 wechselte er wieder in die 2. Liga zu Tuzlaspor. Zu Saisonbeginn 2020/21 unterschrieb er dann beim Drittligisten 1461 Trabzon. Eine Saison später ging er dann zum Viertligisten Igdir FK. In der Saison 2022/23 spielte er dann noch einmal für zwei Monate in der dritten Lida bei Vanspor FK, bevor er im Oktober 2022 seine Karriere beendete.

### Nationalmannschaft
Batuhan Karadeniz durchlief diverse Juniorennationalmannschaften der Türkei. Im Oktober 2008 debütierte er in der A-Nationalmannschaft der Türkei bei einem 2:1-Sieg in der WM-Qualifikation gegen Bosnien. Es folgte dann aber nur noch ein Einsatz im April 2009.

## Erfolge
- Batuhan erzielte in der Jugendmannschaft von Besiktas in 89 Spielen 226 Tore.
- Er war bis zum 25. August 2013 der jüngste Torschütze in der Geschichte der Süper Lig und wurde durch Enes Ünal abgelöst.[7]
- Er war der jüngste Spieler der Saison 2007/08 der Süper Lig.